# デイヴ・シャペル
デイヴ・シャペル（Dave Chappelle,  1973年8月24日 - ）は、アメリカ合衆国の俳優・コメディアンである。

## 来歴
1973年、ワシントンD.C.に生まれる。両親はそれぞれ大学教授だった。後に両親が別居すると、母親と暮らすようになったが、夏の間はオハイオ州の大学で教鞭をとっていた教授の父親と過ごした。地元の高校を卒業した後は、ワシントンD.C.にある芸術学校「Duke Ellington School of the Arts」で演劇を学んだ。その後、ニューヨークへ渡り、本格的にコメディアンとしてのキャリアをスタート。皮肉とブラックユーモアをあわせた芸風が徐々に認められていき、コメディアンとしての知名度も上がっていった。19歳の1993年に、メル・ブルックスが監督した『ロビン・フッド/キング・オブ・タイツ』へ出演して映画デビュー。1996年にはエディ・マーフィ主演のコメディ映画『ナッティ・プロフェッサー クランプ教授の場合』へ出演し、マーフィー演じる主人公の男をののしるコメディアンを演じた。
2003年に、ケーブルテレビチャンネルのコメディ・セントラルで、自身の冠番組『Chappelle's Show』の放送が開始され、アメリカ文化や黒人差別などのテーマを独自の視点の皮肉を織り交ぜたスケッチ・コメディーを披露した。また2005年には、『ヒューマン・ネイチュア』や『エターナル・サンシャイン』などの監督で知られるミュージックビデオ監督出身のフランス人監督ミシェル・ゴンドリーが、シャペルに関するドキュメンタリー映画『Block Party』を製作。シャペル自身も同作品にはホスト、脚本、プロデューサーで参加している。現在も映画やテレビで活躍する一方、スタンダップコメディアンとして劇場やクラブなどで定期的にステージに立っている。

## 出演作品

### 映画
- ロビン・フッド/キング・オブ・タイツ Robin Hood: Men in Tights (1993)
- アンダーカバー・ブルース 子連れで銃撃戦!? Undercover Blues (1993)
- Getting In (1994)
- ナッティ・プロフェッサー クランプ教授の場合 The Nutty Professor (1996)
- ジョーズ・アパートメント Joe's Apartment (1996)
- コン・エアー Con Air (1997)
- リアル・ブロンド The Real Blonde (1997)
- ハーフ・ベイクト Half Baked (1998)
- Woo (1998)
- ユー・ガット・メール You've Got Mail (1998)
- 200本のたばこ 200 Cigarettes (1999)
- ブルー・ストリーク Blue Streak (1999)
- Screwed (2000)
- アンダーカバー・ブラザー Undercover Brother (2002)
- Block Party (2005) ※ドキュメンタリー映画
- アリー/ スター誕生 A Star Is Born (2018)
- デイヴ・シャペルのどこ吹く風 Sticks & Stones (2019)

### テレビドラマ
- Home Improvement (1995)
- バディーズ Buddies (1996)
- Wanda at Large (2003)

### テレビアニメ
- Dr. Katz, Professional Therapist (1997)
- Happily Ever After: Fairy Tales for Every Child (1997)
- Crank Yankers (2002, 2007)

### テレビ番組
- Chappelle's Show (2005 - 2006)
- The Closer（2021）